# روبیو (کومونه)
روبیو (به ایتالیایی: Robbio) یک کومونه در ایتالیا است که در استان پاویا واقع شده‌است.

## خصوصیات
روبیو ۴۰٫۳ کیلومترمربع مساحت و ۶٬۱۶۱ نفر جمعیت دارد و ۱۲۲ متر بالاتر از سطح دریا واقع شده‌است.